# Internationaux de Strasbourg
Az Internationaux de Strasbourg egy évente megrendezett női salakpályás tenisztorna Strasbourgban. Az első verseny 1987-ben volt, akkor a kanadai Carling Basset nyert.
A verseny 2020-ig WTA International, 2021–2023 között WTA 250, 2024-től WTA 500 kategóriájú,  összdíjazása 925 661 amerikai dollár. A címvédő a 2025-ös torna után a kazah Jelena Ribakina.

## Döntők

### Egyéni
| Év   | Győztes                     | Ellenfél a döntőben   | Eredmény a döntőben    |
| ---- | --------------------------- | --------------------- | ---------------------- |
| 2025 | Jelena Ribakina             | Ljudmila Szamszonova  | 6–1, 6–7(2), 6–1       |
| 2024 | Madison Keys                | Danielle Collins      | 6–1, 6–2               |
| 2023 | Elina Szvitolina            | Anna Blinkova         | 6–2, 6–3               |
| 2022 | Angelique Kerber            | Kaja Juvan            | 7–6(5), 6–7(0), 7–6(5) |
| 2021 | Barbora Krejčíková          | Sorana Cîrstea        | 6–3, 6–3               |
| 2020 | Elina Szvitolina            | Jelena Ribakina       | 6–4, 1–6, 6–2          |
| 2019 | Dajana Jasztremszka         | Caroline Garcia       | 6–4, 5–7, 7–6(3)       |
| 2018 | Anasztaszija Pavljucsenkova | Dominika Cibulková    | 6–7(5), 7–6(3), 7–6(6) |
| 2017 | Samantha Stosur             | Daria Gavrilova       | 5–7, 6–4, 6–3          |
| 2016 | Caroline Garcia             | Mirjana Lučić-Baroni  | 6–4, 6–1               |
| 2015 | Samantha Stosur             | Kristina Mladenovic   | 3–6, 6–2, 6–3          |
| 2014 | Mónica Puig                 | Silvia Soler Espinosa | 6–4, 6–3               |
| 2013 | Alizé Cornet                | Lucie Hradecká        | 7–6(4), 6–0            |
| 2012 | Francesca Schiavone         | Alizé Cornet          | 6–4, 6–4               |
| 2011 | Andrea Petković             | Marion Bartoli        | 6–4, 1–0 feladta       |
| 2010 | Marija Sarapova             | Kristina Barrois      | 7–5, 6–1               |
| 2009 | Aravane Rezaï               | Lucie Hradecká        | 7–6(2), 6–1            |
| 2008 | Anabel Medina Garrigues     | Katarina Srebotnik    | 4–6, 7–6(4), 6–0       |
| 2007 | Anabel Medina Garrigues     | Amélie Mauresmo       | 6–4, 4–6, 6–4          |
| 2006 | Nicole Vaidišová            | Peng Suaj             | 7–6(7), 6–3            |
| 2005 | Anabel Medina Garrigues     | Marta Domachowska     | 6–4, 6–3               |
| 2004 | Claudine Schaul             | Lindsay Davenport     | 2–6, 6–0, 6–3          |
| 2003 | Silvia Farina Elia          | Karolina Šprem        | 6–3, 4–6, 6–4          |
| 2002 | Silvia Farina Elia          | Jelena Dokić          | 6–4, 3–6, 6–3          |
| 2001 | Silvia Farina Elia          | Anke Huber            | 7–5, 0–6, 6–4          |
| 2000 | Silvija Talaja              | Kuti Kis Rita         | 7–5, 4–6, 6–3          |
| 1999 | Jennifer Capriati           | Jelena Lihovceva      | 6–1, 6–3               |
| 1998 | Irina Spîrlea               | Julie Halard-Decugis  | 7–6(5), 6–3            |
| 1997 | Steffi Graf                 | Mirjana Lučić         | 6–2, 7–5               |
| 1996 | Lindsay Davenport           | Barbara Paulus        | 6–3, 7–6(6)            |
| 1995 | Lindsay Davenport           | Date Kimiko           | 3–6, 6–1, 6–2          |
| 1994 | Mary Joe Fernández          | Gabriela Sabatini     | 2–6, 6–4, 6–0          |
| 1993 | Szavamacu Naoko             | Judith Wiesner        | 4–6, 6–1, 6–3          |
| 1992 | Judith Wiesner              | Szavamacu Naoko       | 6–1, 6–3               |
| 1991 | Radka Zrubáková             | Rachel McQuillan      | 7–6(3), 7–6(3)         |
| 1990 | Mercedes Paz                | Ann Wunderlich        | 6–2, 6–3               |
| 1989 | Jana Novotná                | Patricia Tarabini     | 6–1, 6–2               |
| 1988 | Sandra Cecchini             | Judith Wiesner        | 6–3, 6–0               |
| 1987 | Carling Basset              | Sandra Cecchini       | 6–3, 6–4               |

### Páros
| Év   | Győztes                                         | Ellenfél a döntőben                            | Eredmény a döntőben |
| ---- | ----------------------------------------------- | ---------------------------------------------- | ------------------- |
| 2025 | Babos Tímea Luisa Stefani                       | Kuo Han-jü Nicole Melichar-Martinez            | 6–3, 6–7(3), [10–7] |
| 2024 | Cristina Bucșa Monica Niculescu                 | Asia Muhammad Aldila Sutjiadi                  | 3–6, 6–4, [10–6]    |
| 2023 | Hszü Ji-fan Jang Csao-hszüan                    | Desirae Krawczyk Giuliana Olmos                | 6–3, 6–2            |
| 2022 | Nicole Melichar-Martinez Daria Saville          | Lucie Hradecká Szánija Mirza                   | 5–7, 7–5, [10–6]    |
| 2021 | Alexa Guarachi Desirae Krawczyk                 | Ninomija Makoto Jang Csao-hszüan               | 6–2, 6–3            |
| 2020 | Nicole Melichar Demi Schuurs                    | Hayley Carter Luisa Stefani                    | 6–4, 6–3            |
| 2019 | Daria Gavrilova Ellen Perez                     | Tuan Jing-jing Han Hszin-jün                   | 6–4, 6–3            |
| 2018 | Mihaela Buzărnescu Raluca Olaru                 | Nagyija Kicsenok Anastasia Rodionova           | 7–5, 7–5            |
| 2017 | Ashleigh Barty Casey Dellacqua                  | Csan Hao-csing Csan Jung-zsan                  | 6–4, 6–2            |
| 2016 | Anabel Medina Garrigues Arantxa Parra Santonja  | María Irigoyen Liang Csen                      | 6–2, 6–0            |
| 2015 | Csuang Csia-zsung Liang Csen                    | Nagyija Kicsenok Cseng Szaj-szaj               | 4–6, 6–4, [12–10]   |
| 2014 | Ashleigh Barty Casey Dellacqua                  | Tatiana Búa Daniela Seguel                     | 4–6, 7–5, [10–4]    |
| 2013 | Kimiko Date-Krumm Chanelle Scheepers            | Cara Black Marina Eraković                     | 6–4, 3–6, [14–12]   |
| 2012 | Volha Havarcova Klaudia Jans-Ignacik            | Natalie Grandin Vladimíra Uhlířová             | 6–7(4), 6–3, [10–3] |
| 2011 | Akgul Amanmuradova Csuang Csia-zsung            | Natalie Grandin Vladimíra Uhlířová             | 6–4, 5–7, [10–2]    |
| 2010 | Alizé Cornet Vania King                         | Alla Kudrjavceva Anastasia Rodionova           | 3–6, 6–4, [10–7]    |
| 2009 | Nathalie Dechy Mara Santangelo                  | Claire Feuerstein Stéphanie Foretz             | 6–0, 6–1            |
| 2008 | Tetyana Perebijnyisz Jen Ce                     | Csan Jung-zsan Csuang Csia-zsung               | 6–4, 6–7(3), [10–6] |
| 2007 | Jen Ce Cseng Csie                               | Alicia Molik Szun Tien-tien                    | 6–3, 6–4            |
| 2006 | Liezel Huber Martina Navratilova                | Martina Müller Andreea Vanc                    | 6–2, 7–6(1)         |
| 2005 | Rosa María Andrés Rodríguez Andreea Ehritt-Vanc | Marta Domachowska Marlene Weingärtner          | 6–3, 6–1            |
| 2004 | Lisa McShea Milagros Sequera                    | Tina Križan Katarina Srebotnik                 | 6–4, 6–1            |
| 2003 | Sonya Jeyaseelan Maja Matevžič                  | Laura Granville Jelena Kostanić                | 6–4, 6–4            |
| 2002 | Jennifer Hopkins Jelena Kostanić                | Caroline Dhenin Maja Matevžič                  | 0–6, 6–4, 6–4       |
| 2001 | Silvia Farina Elia Iroda Tuljaganova            | Amanda Coetzer Lori McNeil                     | 6–1, 7–6(0)         |
| 2000 | Sonya Jeyaseelan Florencia Labat                | Kim Grant María Vento                          | 6–4, 6–3            |
| 1999 | Jelena Lihovceva Szugijama Ai                   | Alexandra Fusai Nathalie Tauziat               | 2–6, 7–6(6), 6–1    |
| 1998 | Alexandra Fusai Nathalie Tauziat                | Yayuk Basuki Caroline Vis                      | 6–4, 6–3            |
| 1997 | Helena Suková Natallja Zverava                  | Jelena Lihovceva Szugijama Ai                  | 6–1, 6–1            |
| 1996 | Yayuk Basuki Nicole Provis Bradtke              | Marianne Werdel Witmeyer Tami Whitlinger Jones | 5–7, 6–4, 6–4       |
| 1995 | Lindsay Davenport Mary Joe Fernández            | Sabine Appelmans Miriam Oremans                | 6–2, 6–3            |
| 1994 | Lori McNeil Rennae Stubbs                       | Patricia Tarabini Caroline Vis                 | 6–3, 3–6, 6–2       |
| 1993 | Shaun Stafford Temesvári Andrea                 | Jill Hetherington Kathy Rinaldi                | 6–7(5), 6–3, 6–4    |
| 1992 | Patty Fendick Andrea Strnadová                  | Lori McNeil Mercedes Paz                       | 6–3, 6–4            |
| 1991 | Lori McNeil Stephanie Rehe                      | Manon Bollegraf Mercedes Paz                   | 6–7(2), 6–4, 6–4    |
| 1990 | Nicole Provis Elna Reinach                      | Kathy Jordan Elizabeth Sayers Smylie           | 6–1, 6–4            |
| 1989 | Mercedes Paz Judith Pölzl Wiesner               | Lise Gregory Gretchen Rush Magers              | 6–3, 6–3            |
| 1988 | Manon Bollegraf Nicole Provis                   | Jenny Byrne Janine Thompson                    | 7–5, 6–7(11), 6–3   |
| 1987 | Jana Novotná Catherine Suire                    | Kathleen Horvath Marcella Mesker               | 6–0, 6–2            |